# Qiu Ying
 (mars 2024).
La mise en forme du texte ne suit pas les recommandations de Wikipédia : il faut le « wikifier ».
Les points d'amélioration suivants sont les cas les plus fréquents. Le détail des points à revoir est peut-être précisé sur la page de discussion.
- Les titres sont pré-formatés par le logiciel. Ils ne sont ni en capitales, ni en gras.
- Le texte ne doit pas être écrit en capitales (les noms de famille non plus), ni en gras, ni en italique, ni en « petit »…
- Le gras n'est utilisé que pour surligner le titre de l'article dans l'introduction, une seule fois.
- L'italique est rarement utilisé : mots en langue étrangère, titres d'œuvres, noms de bateaux, etc.
- Les citations ne sont pas en italique mais en corps de texte normal. Elles sont entourées par des guillemets français : « et ».
- Les listes à puces sont à éviter, des paragraphes rédigés étant largement préférés. Les tableaux sont à réserver à la présentation de données structurées (résultats, etc.).
- Les appels de note de bas de page (petits chiffres en exposant, introduits par l'outil «  Source ») sont à placer entre la fin de phrase et le point final[comme ça].
- Les liens internes (vers d'autres articles de Wikipédia) sont à choisir avec parcimonie. Créez des liens vers des articles approfondissant le sujet. Les termes génériques sans rapport avec le sujet sont à éviter, ainsi que les répétitions de liens vers un même terme.
- Les liens externes sont à placer uniquement dans une section « Liens externes », à la fin de l'article. Ces liens sont à choisir avec parcimonie suivant les règles définies. Si un lien sert de source à l'article, son insertion dans le texte est à faire par les notes de bas de page.
- La présentation des références doit suivre les conventions bibliographiques. Il est recommandé d'utiliser les modèles {{Ouvrage}}, {{Chapitre}}, {{Article}}, {{Lien web}} et/ou {{Bibliographie}}. Le mode d'édition visuel peut mettre en forme automatiquement les références.
- Insérer une infobox (cadre d'informations à droite) n'est pas obligatoire pour parachever la mise en page.

Pour une aide détaillée, merci de consulter Aide:Wikification.
Si vous pensez que ces points ont été résolus, vous pouvez retirer ce bandeau et améliorer la mise en forme d'un autre article.
Qiu Ying (surnom : Shifu, nom de pinceau : Shizhou) né vers 1494 ou 1510 près de Shanghai, et mort en 1551 ou 1552, est un peintre chinois traditionnel.

## Biographie
Issu d'une famille pauvre, Qiu Ying commence à gagner sa vie comme peintre mural et ouvrier laqueur, mais à Suzhou, il est vite remarqué par Zhou Chen dont il devient l'élève en l'accueillant parmi ses disciples. Il franchit ainsi le cercle des plus grands peintres.  Génie artistique trop tôt disparu, ni poète ni calligraphe, il est célèbre pour le raffinement et la délicatesse de son pinceau de même que pour son habileté à copier les maîtres Tong et Song.  Il peint avec beaucoup de vie et de brillantes couleurs des gentilshommes et des nobles dames. Il apporte à son travail une grande minutie : dans ses peintures de figures, les plus petits cheveux sont peints avec de la couleur et même de l'or. Il vêt ses personnages de soie rouge ou de drap blanc, sans négliger l'expression.
Comme le dit sa biographie «Les peintures de Qiu sont belles et élégantes, pleines de délicats et précieux détails.... Le travail du pinceau est si raffiné que ses œuvres donnent l'impression d'être gravées dans le jade». Plus tard, il étudie avec  Zhou Chen et a l'occasion de recevoir l'enseignement de Wen Zhengming et de son fils. Une inscription de Wang Zhideng figurant sur Déesse et dame de la Rivière Xiang de Wen Zhengming, raconte que celui-ci demande par deux fois à Qiu Ying d'y appliquer les couleurs, mais n'est pas satisfait de son travail.

## Style et processus de création

### Un style personnel
Sa manière plus personnelle apparaît dans certaines petites peintures à l'encre : il s'y conforme, de toute évidence, à des exigences esthétiques proches de celles des lettrés. Ainsi, le petit paysage du (Mus. of Fine Arts) de Boston, Haut pavillon au bord de la rivière, où une jeune femme debout contemple une large rivière du haut d'un pavillon environné de frondaisons. L'eau qui occupe toute la partie supérieure du rouleau, la grande économie de moyens et l'extrême simplicité de l'ensemble ne vont pas sans évoquer l'art de Ni Zan.

Ou encore ce rouleau conservé au National Palace Muséum de Taipei, Jouant du qin et du pipa dans un jardin, sous les bananiers, où deux lettrés, fuyant la chaleur de l'été, se réfugient à l'ombre des bananiers et des gros rochers, tandis qu'à leurs côtés un jeune serviteur dispose des fleurs dans un vase en bronze. La masse des rochers au premier plan souligne l'isolement de cette retraite, alors que la prédominance des tons bleus et verts en atteste la fraîcheur ; la ligne, rapide et fluide, est empreinte de toute l'insouciance voulue pour être «lettrée», et l'exécution, d'une étonnante maîtrise, fait preuve d'une telle assurance qu'elle est le fait d'un grand peintre.

### Particularité, technique et génie
Il semble que pour quelques décennies Qiu Ying rende à la peinture professionnelle des qualités dont elle manquait depuis les Song, en particulier  un sens de la mesure, dans la technique comme dans le goût, évitant au travail du pinceau de choir dans un académisme facile et séduisant, mais lui conférant au contraire une profondeur vivifiante.  Avec Zhou Chen et Tang Yin, il réussit aussi à susciter un regain d'intérêt à l'endroit du contenu descriptif et narratif d'une peinture, montrant par là que l'habileté technique n'est pas toujours incompatible avec le génie et qu'une exécution soignée et soigneuse n'engendre pas forcément l'insipidité.

### Une maîtrise totale et accomplie
Qiu peut copier d'anciennes peintures avec une telle maîtrise que les imitations passent pour authentiques à tel point qu'il est sollicité par les experts en art Xiang Yuanbian (1525-1590) et Chen Guanyuan qui lui demandent de copier et de restaurer d'anciens tableaux et même d'en créer de nouveaux. Homme intellectuellement brillant et travailleur assidu, Qiu Ying peut assimiler l'essentiel du métier et des techniques des précédents maîtres pendant qu'il copie leurs œuvres, et il élabore peu à peu son style personnel, qui connaît la faveur des lettrés. Dans cette ville à forte concentration lettrée qu'est Suzhou, un travailleur d'humble extraction comme Qiu n'aurait pu être mis au rang de Shen Zhou, Wen Zhengming et Tang Yin, si son art n'avait été aussi accompli. Il meurt vers l'âge de cinquante ans, laissant derrière lui un grand nombre d'œuvres.
Qiu s'appuie fort à propos sur ces opinions lettrées et préserve cependant sa saveur originelle d'artisan, se permettant ainsi une touche d'élégance sans sacrifier sa délicatesse et sa splendeur. Ses talents artistiques dépassent de loin ceux des peintres lettrés ; même Dong Qichang reconnaît sa supériorité. Dans le paysage, une des manières de Qiu dérive des paysages bleu-et-vert de Zhao Boju, de la dynastie des Song. Chaumières dans le village des fleurs de pêcher Figure 211), Pays enchanté des grottes de Jade (Figure 212), et Source des fleurs de pêcher (Musée d'art de Tianjin illustre ce genre.
La première œuvre dépeint une scène réaliste, tandis que les deux autres sont des fantaisies de paradis terrestre. Chaumières dans le village des fleurs de pêcher est peint pour un expert en art,  Xiang Yuanqi, le frère aîné de Xiang Yuanbian (1525-1590), lui aussi connaisseur. Les sceaux de collectionneur de Xiang Yuanbian sont imprimés aux quatre coins de la peinture. Comme l'indique Xu Zonghao dans un colophon sur le côté de l'œuvre, certains y voient un portrait de Xiang Yuanqi, représenté sous les traits  d'un reclus d'une haute intégrité morale, éloge suprême pour un lettré à cette époque.
Dong Qichang donne à l'œuvre sa plus prestigieuse accolade en déclarant dans son colophon : «Toutes les imitations des peintures Song exécutées par Qiu Ying, peuvent être confondues avec les originaux. Parmi elles, celles où il étudie Zhao Boju(1120-1182) témoignent en particulier de sa capacité à surpasser ses modèles. Même Wen Zhengming ne peut rivaliser avec lui, comme l'atteste cette peinture».  Bien que les bâtisses et les pavillons varient d'une œuvre à l'autre, il semble n'y avoir aucune différence dans les rochers, les montagnes, les buissons et les arbres, non plus que dans la façon dont sont habillés les personnages.

### Méthode de composition
En composant ses peintures, Qiu Ying utilise un paysage fantastique pour mettre en valeur les mortels, et un paysage réaliste pour créer l'environnement imaginaire des dieux. Le lettré de Chaumières dans le village, vêtu d'une longue robe à manche amples, se promène dans une forêt de pins. Plusieurs cabanes apparaissent à l'arrière-plan. Des marches dans la montagne s'élèvent jusqu'à une plate-forme, où un pavillon se dresse au milieu de pêchers en fleurs. À côté du pavillon, un cours d'eau murmurant s'enfonce en serpentant dans le lointain. Encore plus haut, la pente se change en une mer de pins et de cyprès, où de blanches nues flottent çà et là, tandis que, tout autour, des pics vertigineux percent le ciel.

### Influences
Ermite-pêcheur dans la vallée des lotus et L'attente du bac en automne (Musée  national du palais impérial, Taipei) représentent un autre de ses styles de paysages, inspiré par les peintres Li Tang, Xiao Zhao (actif 1130-1160) et Liu Songnian (XVIIe – XVIIIe siècles). Qiu est toutefois plus méticuleux et accorde plus d'attention aux détails de la composition et au travail au pinceau. Les deux peintures montrent des décors du Sud du fleuve bleu. Des rivières et des lacs aux lointaines montagnes, des champs et maisons villageoises aux bateaux et filets de pêche, de même que les gens allant et venant, tout est placé dans un harmonieux équilibre, dessiné avec une grâce exquise, pour créer une scène enchanteresse à la beauté idyllique.

### Copies d'œuvres anciennes
Certaines scènes avec personnages de Qiu Ying sont des copies d'œuvres anciennes, comme Labourage et tissage et Copie de l'illustration du «Zhongxing Ruiying» par Xiao Zhao (1130-1160) (tous deux au Musée du palais impérial, Beijing). D'autres sont ses propres créations, comme Jardin pour une solitude heureuse (Musée d'art de Cleveland) et Banquet en soirée au jardin des pêchers et des pruniers (Chion-in, Kyoto), peints avec minutie à l'encre et couleur sur soie. Les personnages, les jeunes hommes et jeunes femmes en particulier, semblent très conformes à ceux que décrivent les romans populaires et les pièces de théâtre de l'époque.
Les hommes au visage ovale, sont dessinés avec délicatesse et se comportent de manière courtoise. Les femmes, qui semblent douces et attrayantes, ont le sourcil délicat, la bouche mignonne, la silhouette gracile et de petites mains blanches. Les personnages que Qiu crée avec son pinceau se conforment aux idéaux esthétiques de son époque. Il travaille aussi à l'encre monochrome, dans le style du dessin libre. Les traits de pinceau sont simples et sommaires et manifestent cependant de l'élégance. En écoutant le Qin au pied d'un saule (Musée du palais impérial, Beijing) et Wang Xizhi (321-379) écrivant sur un éventail (Musée de Shanghai) en sont deux exemples.

## Contexte artistique
Parmi les nombreux peintres actifs à Suzhou, au Jiangsu, au XVIe siècle, certains, par leur personnalité, leur mode de vie et leurs œuvres, se situent en marge, dans leur éclectisme. En effet, tout en recevant l'influence de l'école de Wu et des maîtres Yuan, ils acceptent aussi certains critères venus du courant académique et développent ainsi une manière très personnelle.  Avec Zhou Chen et Tang Yin, Qiu Ying fait partie des trois artistes les plus importants de cette tendance.

### Tang Yin et Qiu Ying, les néo-académiciens
Au XVe siècle, le Zhejiang n'est pas le seul foyer de l'activité picturale. Un mouvement artistique se développe à la même époque, à Suzhou. Hangzhou a été le siège de l'Académie des Song du Sud. Wuxian, peut justement tirer gloire de son histoire. Parmi les peintres désireux de se soustraire au Wu, Wang Zhideng cite Tang Yin et Qiu Ying parmi les peintres de Suzhou. L'un et l'autre travaillent au contact des peintres lettrés. Mais tous deux prennent pour modèles les académiciens des Song du Sud. On les classe plus tard dans une catégorie spéciale dite «des néo-académiciens».

## Postérité

### Victime de contrefaçons
Sa postérité souffre par d'innombrables copies médiocres de ses peintures, aussi ne voit-on en lui, les lettrés notamment, qu'un artiste patient et méticuleux, sans grande imagination. Ces imitations «signées» sont encore très nombreuses ; elles faussent complètement le jugement et les œuvres authentiques, encore bien souvent méconnues, qui révèlent au contraire un créateur sensible, un esprit inventif doublé d'un excellent technicien. Il doit son renom à un aspect de son œuvre, le plus copié, tout à fait archaïsant, comme ses scènes de palais dans le goût ancien, ses figures féminines, ses paysages en bleu et vert. Il insuffle une vie nouvelle aux styles anciens, confère à la peinture professionnelle une élégance proprement lettrée, tout en respectant l'exactitude et la clarté de la composition.

### Une notoriété reconnue
Le (Mus. of Fine Arts) de Boston et la Nelson Gallery of Art de Kansas City conservent deux excellents exemples de ces paysages archaïsants. Grâce aux lettrés qu'il côtoie, particulièrement le groupe de Wen Zhengming, et grâce aussi à des collectionneurs locaux tel Xiang Yuanbian (1525-1590), Qiu peut voir les œuvres anciennes qui l'inspirent pour son travail.

Le succès de Qiu tient à sa capacité à adapter les peintures de personnages exécutées avec méticulosité et fortement colorées et les peintures de paysages bleu-et-vert, lesquelles, entre les mains d'autres artistes de l'époque, tendent à la banalité. Les peintres lettrés considèrent qu'ils incarnent la simplicité classique opposée à la mièvrerie commune, l'élégance de l'encre monochrome opposée à la vulgarité des couleurs vives, la profondeur des connotations opposée à la superficialité.

### Legs artistique
Si leurs expériences de la vie sont disparates, Shen Zhou, Wen Zhengming, Tang Yin et Qiu Ying partagent le fait d'avoir dominé les milieux artistiques de Suzhou pendant plus d'un siècle. Leurs élèves et leurs successeurs perpétuent leur tradition jusqu'à la dynastie des Qing,.
Il illustre aussi des récits légendaires dans la manière «bleu et vert» héritée des Tang : La Montagne des Fées est l'histoire bien connue du pêcheur qui découvre, en remontant la rivière, un pays enchanté où fleurissent des pêchers. Il reprend enfin des thèmes traditionnels, en particulier celui des porteurs de tribut. Comme les Anciens, il est attentif aux types étrangers, aux ustensiles, aux coutumes. Il rend toutes choses «conformément aux rapports historiques sans la moindre faute». Un colophon de l'époque lui sait gré de ses intentions : le peintre espère édifier ses contemporains en leur présentant, comme dans un miroir, les grands exemples du passé. Quand il s'exprime selon son génie propre, sa peinture s'apparente à celle de Tang Yin et, par certains traits, à celle de Wen Zhengming. Il peint aussi à l'encre et dans la manière baimiao. Sa réputation est fondée sur ses compositions en couleur, peintes avec vigueur.

## Collections publiques
- Boston (Mus. of Fine Arts) :

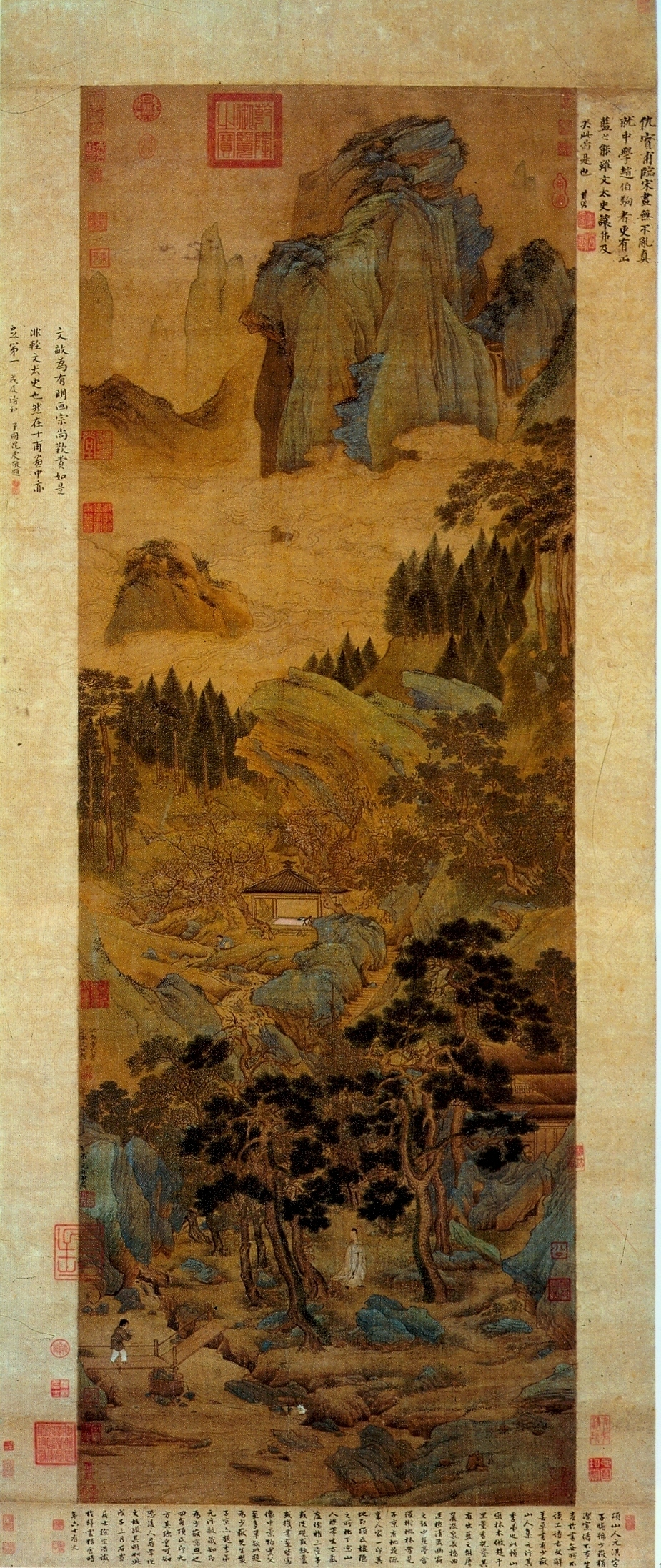
Chaumières dans le village des fleurs de pêcher

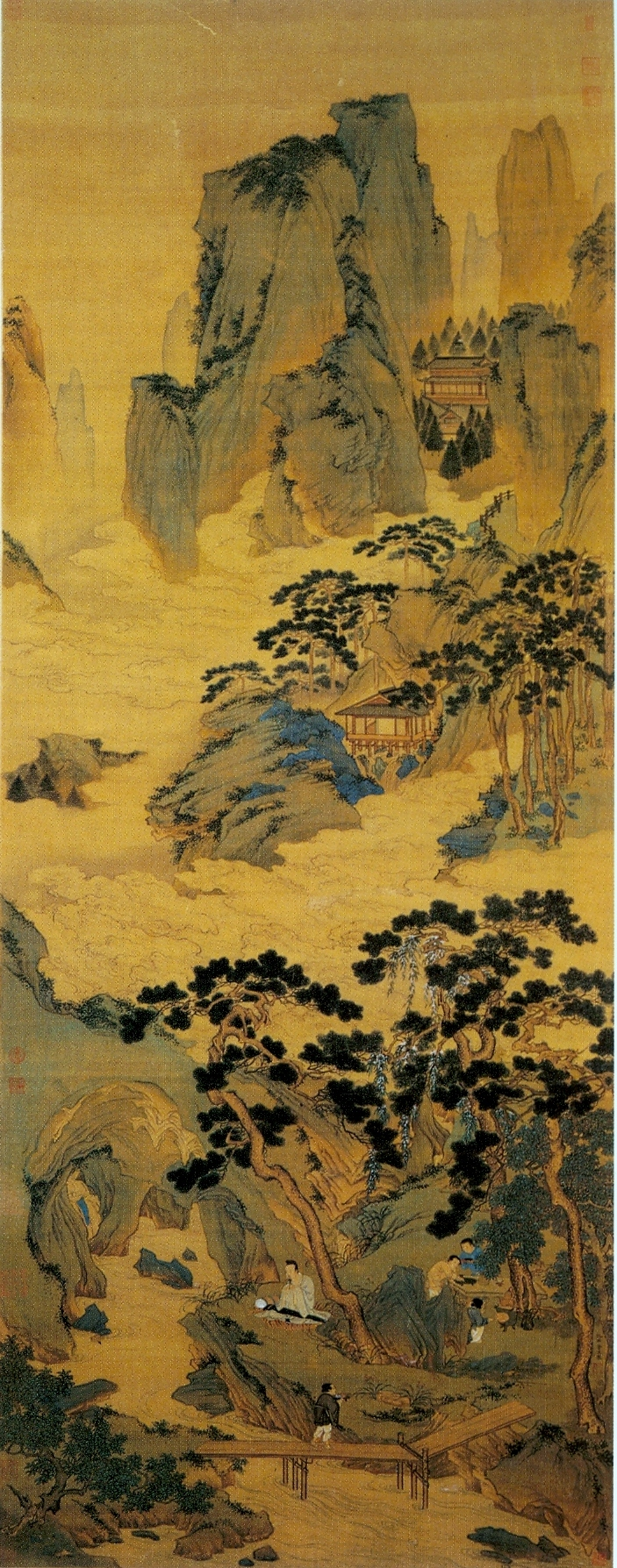
Pays enchanté des grottes de Jade

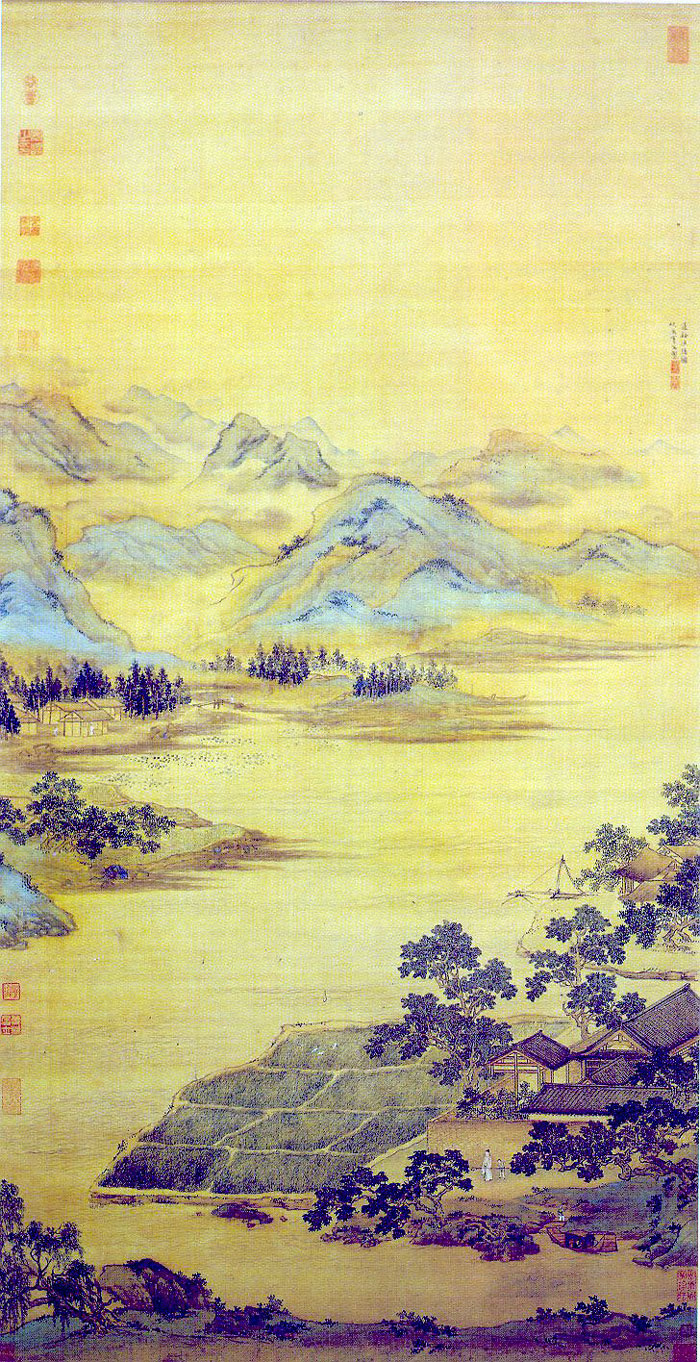
Ermite-pêcheur dans la vallée des Lotus

  - Haut pavillon au bord de la rivière, encre sur papier, rouleau en hauteur. Signé.
  - Paysage, encre et couleurs légères sur papier, rouleau en hauteur.
  - Joueur de harpe dans un pavillon, daté 1542. Sceau du peintre, poème de Weng Peng (1498-1573), colophons de Chen Daofu (1483-1544) et de Dong Qichang.
  - Deux hommes et un serviteur sous un grand pin, signé.
  - Soldat tartare conduisant un cheval, daté 1553, encre et couleurs légères sur papier, rouleau en hauteur, signé, colophons de Wang Guxiang (1501-1568) et de Lu Zhi.
  - Printanière fleur de pêcher, encre et couleurs sur papier, rouleau en longueur, signé, deux inscriptions de Qing Qianlong.
- Cologne (Mus. für Ostasiatische Kunst):
  - Les deux fées de la rivière Xiang, d'après un poème de Qu Yuan, signé, encre et couleurs légères sur papier, tacheté d'or, éventail.
- Kansas City (Nelson Gal. of Art):
  - L'adieu à Xunyang, encre et couleurs sur soie, rouleau en longueur, signé.
- Londres (Brittish Mus.):
  - Jeune femme et deux enfants sous un arbre, éventail sur fond d'or, attribution.
- Nara (Yamato Bunkakan) :
  - Dames de la cour dans un jardin, rouleau en longueur, signé.
- New York: (Metropolitan Museum of Art):
  - Beauté dans un bosquet de bambous, signé.
- Ottawa (Nat. Gal. Of Canada :
  - L'empereur Guangwu passant le gué, encre et couleur sur soie, rouleau en hauteur dans le style de Zhao Boju (1120-1182), signé, un cachet du peintre et sept autres de collectionneurs.
- Pékin (Mus. Du Palais) :
  - Paysage de rivière, rouleau en longueur signé.
  - Homme saluant un fonctionnaire assis dans un pavillon, à la manière gongbi, rouleau en longueur signé.
  - Lettré assis sous les branches d'un pin au bord d'un ruisseau de montagne, signé.
- Shanghai :
  - Lettré se reposant sous un saule, dans le style de Dai Jin, signé.
- Stockholm  (Nat. Mus.):
  - Le voyage de l'empereur MingHuang au pays de Shu d'après Zhao Boju, 1541, rouleau en longueur daté d'après l'inscription.
- Taipei (Nat. Palace Mus.):
  - En attendant le ferry à l'automne, encre et couleur sur soie, rouleau en hauteur, plusieurs cachets de l'artiste.
  - Conversation sous les arbres wutong (Firmiana simplex), encre et couleurs légères sur soie, rouleau en hauteur signé.
  - Jouant du qin et du pipa dans un jardin, sous les bananiers, encre et couleurs sur papier, rouleau en hauteur signé.
  - Matin de printemps au palais Han, encre et couleur sur soie, rouleau en hauteur.
  - Six paysages, daté 1547, couleur sur soie, d'après les maîtres Song et Yuan, six feuilles d'album, colophon de Xiang Yuanbian (1525-1590).
  - Pavillon palatin dans une vallée rupestre, rouleau signé, inscription de Lu Shidao (1510-1570) datée 1548.
  - La fée de la montagne, couleur sur papier, rouleau signé, inscription en prose rimée de Lu Shidao datée 1548.
  - Les dix-huit lettrés sur l'Île des Immortels, signé.
  - Homme jouant du Qin devant un visiteur sous des pruniers, signé.
  - Pavillon d'été dans les montagnes, cachet du peintre.
  - Réunion de poètes à Lanting, cachet du peintre.
  - Lettré dans une barque de pêche sur le ruisseau au saule, inscription de Wen Jia.
  - Réunion poétique dans le Jardin de l'Ouest, signé.
  - Lettré assis sous les bambous et écoutant le torrent, poème de Qing Qianlong.
  - Palais d'été dans la gorge escarpée, signé, colophon de Qing Qianlong.
  - Gaoshi tu (les grands lettrés), à la manière de Li Gonglin, inscription de Wen Zhengming.
  - Bouddha enfermant le fils de Hārītī dans un bol, petit rouleau en longueur signé.
  - Banquet printanier dans le jardin du prunier et du pêcher, couleur sur soie, rouleau en longueur.
  - À l'écoute du torrent dans un bosquet de bambous, grande feuille d'album signée.
  - La réunion de Lanting au pied des hautes montagnes, rouleau en longueur signé, dans le style de Báimiáo.
- Washington DC (Freer Gallery of Art):
  - Paysage dans le style de Li Tang, encre et couleur sur soie, rouleau en longueur.
  - Homme jouant du qin près d'un pin sur la berge rocheuse d'une rivière, encre et couleurs légères sur soie, petit rouleau en longueur signé.